# مادر (ترانه رامشتاین)
مادر (به آلمانی: Mutter)، ترانه‌ای از گروه آلمانی رامشتاین از آلبومی با همین نام است.